# Karel Mahrla
Karel Mahrla (17. května 1911 Dvůr Králové nad Labem – 27. září 1999 Hradec Králové) byl český architekt, sochař, malíř, fotograf a básník.

## Život
Karel Mahrla se narodil 17. května 1911 ve Dvoře Králové nad Labem. Většinu života byl ale propojen s Hradcem Králové. Zde v letech 1928–1932 vystudoval vyšší stavební školu.
Karel Mahrla byl žákem Josefa Gočára při studiu architektury na Akademii výtvarných umění v Praze. Absolvoval v roce 1937 a poté pracoval několik let v jeho ateliéru. Už tam se zajímal o projekty pro Hradec Králové. Svou tvorbou navázal na dílo svého učitele Josefa Gočára. Jeho malířská tvorba byla spíše tradiční, zaměřoval se na krajiny a zátiší. V pevné a vyvážené kompoziční výstavbě využíval tvarovou a barevnou redukci. Sochařské dílo je inspirováno minimalismem a většinou se jedná o plastiky umístěné do volného prostoru. Plastiky v areálu Fakultní nemocnice v Hradci Králové jsou propojeny s možností moderního člověka ovládnout přírodu v zájmu dobra pro lidstvo. Pro svou tvorbu se často inspiroval na svých studijních cestách, především v Itálii.
Jeho výtvarnou tvorbu doplňovalo psaní poezie. Obdivoval básnické metafory Jiřího Wolkera. Mimo jiné se přátelil s Františkem Hrubínem, Ivanem Divišem a Vítězslavem Nezvalem.
Byl členem oblastního sdružení Unie výtvarných umělců v Hradci Králové a pravidelně se účastnil Hradeckých výtvarných salónů, pořádaných právě tímto sdružením.
Karel Mahrla zemřel 27. září 1999 v Hradci Králové. Pohřeb se konal 1. října 1999 v chrámu sv. Ducha v Hradci Králové.
| „ | Někdy už je umění anticipací zítřka. Už říká něco, k čemu ten dnešek ještě nedozrál. Úkolem umění je však nacházet cestičku k pravdě a k přírodě, která je geniálně vytvořená. | “ |
| — ML. Karel Mahrla byl posledním žákem profesora Gočára. Hradecké noviny -- Roč. 10, č. 114 (20010517), s. 20. 2001. ISSN ISSN. [cit. 2024-03-21]. | |   |

## Dílo

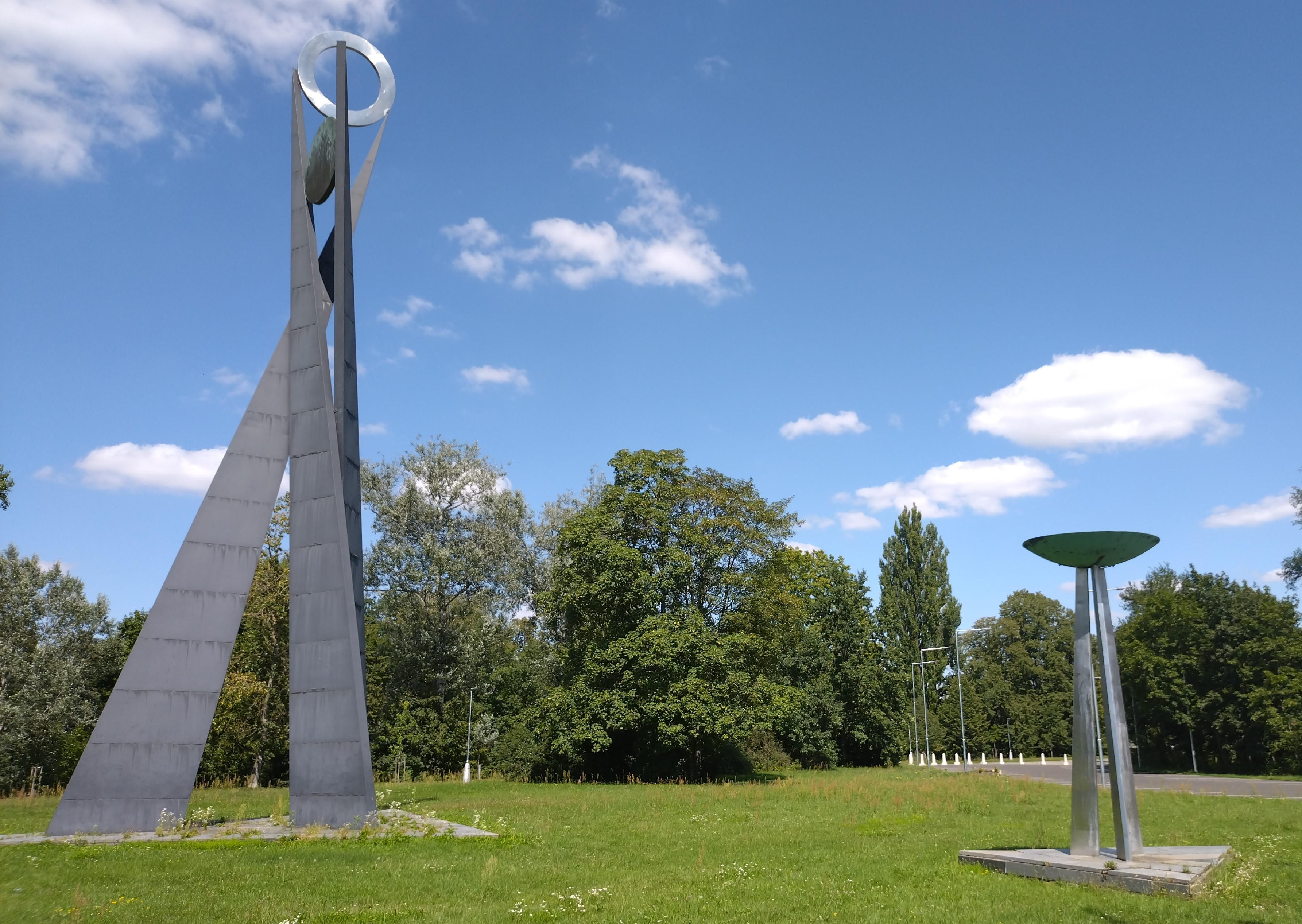
Dívka s kruhy a Olympijský oheň

- Paprsek procházející hmoty – nachází se před Radiologickou klinikou Fakultní nemocnice Hradec Králové.[10]
- Nervy (1983) – nachází se před Neurochirurgickou klinikou Fakultní nemocnice Hradec Králové.[6]
- Dívka s kruhy neboli Řecký oheň (1968) – plastika ze 60. let 20. století je umístěna v areálu bývalého Všesportovního stadionu, dnes Malšovická aréna. Mahrla vytvořil typickou ukázku stylu „Brusel“, který byl právě v 60. letech v Československu velmi populární. Plastika je monumentálním dvacetimetrovým dílem, kde se snoubí figurativní tvorba a geometrická abstrakce.[11]
- kovová dekorativní mříž, hala společenského domu Třineckých železáren v Třinci
- litografie: Hradecké věže, Hradec v zimě, Zieglerova ulička[4]